# 小本郵便局
小本郵便局（おもとゆうびんきょく）は岩手県下閉伊郡岩泉町にある郵便局。民営化前の分類では集配特定郵便局であった。局番号は83030。

## 概要
住所：〒027-0499 岩手県下閉伊郡岩泉町小本下中野259-2

## 沿革
- 1873年（明治6年） - 小本郵便取扱所として開設[1]。
- 1875年（明治8年）1月1日 - 小本郵便局（五等）となる。
- 1885年（明治18年） - 貯金取扱を開始。
- 1890年（明治23年）8月1日 - 為替取扱を開始。
- 1955年（昭和30年）9月30日 - 風景入通信日付印の使用を開始。
- 1977年（昭和52年）6月29日 - 電話交換業務を岩泉電報電話局に移管[2]。
- 2007年（平成19年）10月1日 - 民営化に伴い、併設された郵便事業岩泉支店小本集配センターに一部業務を移管。
- 2012年（平成24年）10月1日 - 日本郵便株式会社の発足に伴い、郵便事業岩泉支店小本集配センターを小本郵便局に統合。

## 取扱内容
- 郵便、印紙、ゆうパック、内容証明
- 貯金、為替、振替、振込、国債
- 生命保険、バイク自賠責保険
- ゆうちょ銀行ATM
- 下閉伊郡岩泉町内の一部地域（〒027-04xx）の集配業務

## 風景印
- 表記は『岩手小本』
- 図案は『小本海岸』・『茂師の海蝕棚』
- 使用開始日は1955年（昭和30年）9月30日

## 周辺
- 岩泉町役場小本支所
- 岩泉町立小本中学校
- 岩手県北バス小本営業所
- 国道455号
- 小本川

## アクセス
- 三陸鉄道リアス線 岩泉小本駅から徒歩約12分
- 国道45号沿い
- 駐車場あり：5台